# Barry Miles
Barry Miles (Cirencester, 1943) è uno scrittore inglese, noto per la sua partecipazione e i suoi scritti sull'underground a Londra negli anni sessanta. Numerosi sono i suoi libri e sue opere sono regolarmente apparse anche in giornali di sinistra come The Guardian.
Nel 1960 è stato co-proprietario della Indica Gallery e ha contribuito alla nascita del periodico indipendente International Times.

## Vita e opere
Nel 1960 Miles lavorò presso la Better Books, che era gestita da Tony Godwin. Godwin era amico di Lawrence Ferlinghetti con il quale avrebbe scambiato libri della Penguin in cambio di pubblicazioni della City Lights. Alla Better Books, nel 1965 Allen Ginsberg tenne una conferenza che portò poi all'International Poetry Incarnation, un evento determinante alla cui organizzazione partecipò anche Miles.
Miles sposò Susan Crane, conosciuta durante una marcia ad Aldermaston per la Campagna per il disarmo nucleare. Si sposarono in Scozia, data la contrarietà dei genitori di lei al matrimonio. Pare che nel 1965 Miles e la moglie abbiano fatto conoscere a Paul McCartney il dolce detto space cake, utilizzando una ricetta con hashish che avevano trovato nel libro The Alice B. Toklas Cookbook.
Dopo l'International Poetry Incarnation, Miles fondò a Londra la libreria e galleria d'arte Indica, che gli permise di incontrare molti dei protagonisti della Swinging London. Lo scrittore portò Paul McCartney in contatto con persone che volevano fondare l'International Times, che McCartney contribuì a finanziare.
Con John Hopkins,
il 29 aprile 1967 Miles organizzò un concerto, The 14 Hour Technicolor Dream, all'Alexandra Palace per raccogliere fondi per l'International Times. Fu un evento multiculturale, con poeti, artisti e musicisti. I Pink Floyd ne furono i protagonisti; vi parteciparono altri artisti fra i quali Yōko Ono e John Lennon, Arthur Brown, il gruppo jazz-rock dei Soft Machine, Tomorrow e The Pretty Things.
Miles diventò de facto nel 1969 direttore della etichetta – che ebbe vita breve – Zapple Records della Apple. Mentre temporaneamente viveva in California, Miles produsse per la Zapple un album di letture di poesie di Richard Brautigan intitolato Listening to Richard Brautigan. L'amicizia di Miles con Brautigan finì quando Miles fu coinvolto in una relazione con la fidanzata di Brautigan, Valerie Estes. Nel momento in cui l'album fu completato Miles e Brautigan comunicavano tra loro solo attraverso i loro rispettivi avvocati. La Zapple fu chiusa prima che potesse pubblicare l'album di Brautigan, che sarà poi messo sul mercato nel 1970 dalla divisione statunitense della Harvest Records.
Nel 1970 Miles si trasferì con la moglie in una zona rurale dello Stato di New York, dove la coppia visse nella fattoria di Allen Ginsberg assieme al poeta statunitense. Il matrimonio di Miles si concluse rapidamente ed egli tornò in Inghilterra.
Il libro di Miles Hippie è una rivisitazione della subcultura hippy degli anni sessanta e primi anni settanta che contiene interviste, citazioni e immagini. Scrisse in collaborazione con Charles Perry e James Henke I Wanna Take You Higher (documentata nel museo Rock and Roll Hall of Fame and Museum con una manifestazione con lo stesso nome: I Want to Take You Higher: The Psychedelic Era, 1965-1969).
Miles scrisse diverse biografie: quella ufficiale di Paul McCartney, Many Years from Now (1998), e quelle di Frank Zappa, John Lennon, William S. Burroughs, Jack Kerouac, Charles Bukowski e Allen Ginsberg, oltre a libri su Beatles, Pink Floyd e The Clash, e una autorevole storia della controcultura di Londra dal 1945, London's Calling.
Miles è stato talvolta erroneamente chiamato "Miles Mabbett" perché autore di un libro in collaborazione con Andy Mabbett, accreditato a "Miles e Andy Mabbett".

## Politica
Nel marzo del 1978 Miles scrisse un articolo critico sul gruppo rock canadese Rush e il suo batterista Neil Peart che falsamente etichettò la band come di destra. Peart si descriveva come un libertario di sinistra. Nell'articolo, pubblicato nel Regno Unito dal New Musical Express, Miles prese le distanze dalla difesa di Peart della filosofia detta Oggettivismo di Ayn Rand. Miles descrisse la Rand (anticomunista, russa di nascita) come una appartenente all'"ultra destra americana". Miles esaminò la visione politica di Peart e ne criticò il distacco e la retorica libertaria. Nella stessa intervista Peart descrisse i Sex Pistols come un prodotto di uno stato "socialista".
Nella biografia di Frank Zappa del 2005 Miles attaccò il chitarrista per il suo approccio all'arte orientato al business e criticò i regolamenti sindacali inefficienti. Zappa regolarmente si è descritto come "un devoto capitalista" e ha tentato di mediare joint venture commerciale con interessi economici nella ex Unione Sovietica dopo la fine della Guerra Fredda nel 1991.